# Ramusella claudelionsi
Ramusella claudelionsi är en kvalsterart som först beskrevs av Calugar och Vasiliu 1983.  Ramusella claudelionsi ingår i släktet Ramusella och familjen Oppiidae. Inga underarter finns listade i Catalogue of Life.